# Have You Ever Needed Someone So Bad
Have You Ever Needed Someone So Bad is een nummer van de Britse glam metalband Def Leppard uit 1992. Het is de derde single van hun vijfde studioalbum Adrenalize.
"Have You Ever Needed Someone So Bad" is een power ballad die gaat over een man die zijn ex-vrouw mist, omdat zij hem heeft verlaten. Het nummer werd een hit op de Britse eilanden en in Noord-Amerika. In het Verenigd Koninkrijk kwam de plaat tot de 16e positie, terwijl het in Nederland minder succesvol was met een 2e positie in de Tipparade.
Op de cd-single staan, naast de titeltrack, drie nummers die de band samen met Hothouse Flowers heeft opgenomen. Dit zijn "From the Inside", de Rolling Stones-cover "You Can't Always Get What You Want" en de Jimi Hendrix Experience-cover "Little Wing".